# Bakary Coulibaly
 (octobre 2024).
 (octobre 2024).
Pour les articles homonymes, voir Coulibaly.
Bakary Coulibaly, né le 31 décembre 1937 à Dossi (Haute-Volta, aujourd'hui Burkina Faso) et mort le 21 novembre 2003 à Ouagadougou, est un universitaire et linguiste burkinabé, spécialiste du dioula, des langues mandées et plus généralement des langues africaines.

## Biographie
Devenu professeur titulaire de linguistique à l'université de Ouagadougou en 1994, Bakary Coulibaly a commencé à enseigner en 1963 comme professeur de français au lycée Philippe Zinda Kaboré et à l'École normale de Ouagadougou. Il quitte ces établissements en 1968 pour enseigner comme assistant à l'université de Ouagadougou après avoir soutenu en 1964 une première thèse, une thèse de doctorat de 3e cycle de linguistique à l'École pratique des hautes études intitulée : Étude phonologique des emprunts français du mandé (manding de Houndé).
En 1984 il soutient une deuxième thèse, une thèse de doctorat d'État ès lettres et sciences humaines à l'université Paris-Descartes (Paris V), intitulée Le jula véhiculaire de Haute Volta : phonologie, morphologie, syntaxe et règles de transcription orthographique.
Il enseigne sans discontinuer pendant 29 ans à l'université de Ouagadougou, jusqu'à son départ à la retraite en décembre 1997. Le professeur Bakary Coulibaly a dirigé plus d'une trentaine de mémoires de maîtrise ou DEA et au moins une dizaine de thèses d'étudiants burkinabés.
Bakary Coulibaly a grandement contribué à la promotion et à la vulgarisation des règles orthographiques du dioula au Burkina Faso, et à l'harmonisation de l'orthographe du mandingue en Afrique de l'Ouest. Il était un spécialiste de la description des langues négro-africaines. C'est ainsi qu'il a pu décrire le système phonologique, tonologique et grammatical du dioula. Cette étude a permis l'établissement de l'alphabet du dioula et l'élaboration des éléments de grammaire pédagogique du dioula. L'on trouvera dans le troisième volume de sa thèse de doctorat d'État (1984) les règles de transcription orthographique du dioula qui demeurent encore de nos jours une référence.
Le professeur Bakary Coulibaly était animé par une grande volonté d'apporter toujours du nouveau et d'innover l'approche descriptive des langues africaines en général et des langues mandé en particulier comme le témoignent ses références ci-dessous :
- « Notes pour une introduction à une nouvelle méthode de détermination des catégories grammaticales dans les langues africaines »
- « Quatre nouvelles définitions pour une approche grammaticale de nos langues africaines »
- « Nouvelles définitions du verbe, définition de l'énoncif »
- « Proposition pour une nouvelle définition de l'énoncé ».

La contribution majeure du professeur a été la formation des hommes, en particulier de chercheurs et des enseignants chercheurs dont un grand nombre enseigne à l'UFR/LAC de l'Université de Ouagadougou.

### Diplômes obtenus
- 1949 : CEPE à Bobo-Dioulasso
- 1954 : BEPC à Ouagadougou
- 1956 : Baccalauréat (1re partie) à l'École normale Frédéric Assomption de Katibougou (Mali)
- 1957 : Baccalauréat (2e partie) à l'École normale William-Ponty de Sébikotane (Sénégal)
- 1958 : Propédeutique lettres à l'université de Dakar (Sénégal)
- 1960 : Licence libre de lettres à la faculté des lettres de Paris (Paris)
- 1961 : Licence d'enseignement de lettres modernes à la faculté des lettres de Paris
- 1964 : Doctorat de 3e cycle en linguistique à l'École pratique des hautes études
- 1984 : Doctorat d'État ès lettres et sciences humaines à l'université Paris-Descartes (Paris V)

### Carrière professionnelle
- 1963-1968 : Professeur de français au lycée Philippe Zinda Kaboré et à l'École normale de Ouagadougou
- 1968-1970 : Assistant à l'université de Ouagadougou
- 1970-1977 : Maître assistant à l'université de Ouagadougou
- 1977-1981 : Chargé d'enseignement à l'université de Ouagadougou
- 1985 : Maître de conférences
- 1987 : Responsable du DEA et du doctorat de linguistique au Département de linguistique
- 1994 : Professeur titulaire

### Responsabilités administratives
- 1967-1968 : Directeur de l'École normale de Ouagadougou.
- 1974-1977 : Assesseur à l'École supérieure des lettres et des sciences humaines (ESLSH)
- 1977-1981 : Directeur à l'ESLSH

### Sociétés savantes
- Membre fondateur de la Société linguistique de l'Afrique Occidentale (SLAO)
- Membre de la Société de linguistique de Paris
- Membre titulaire du Conseil international de la langue française (CILF)
- Président de l'Association Keeni qui a pour objectif d'alphabétiser en bwamu et dioula.

### Titres honorifiques
- Chevalier de l'ordre des Palmes académiques (France)
- Chevalier de l'Ordre national du Burkina Faso.

## Publications et travaux
- 1961 : Étude du bilinguisme franco-bambara, mémoire de Diplôme d'études supérieures (DES), Université de Paris Sorbonne, Institut de linguistique, sous la direction d'André Martinet, 168 p.
- 1964 : Étude phonologique des emprunts français du Mandé (Manding de Houndé), thèse pour le Doctorat 3e Cycle, sous la direction d'André Martinet, EPHE section IV, 219 p.
- 1975 : « Pour une transcription pratique des tons en Jula », in Annales du CLU Ouagadougou, p. 119-129
- 1976 : « Lois phonologiques des emprunts français du Manding », communication au colloque organisé à Dakar par le CILF en 1976 sur les échanges entre le Français et les langues africaines (15 p.)
- 1981 : « Contribution à l'étude de la détermination en Jula », in Annales de l'École supérieure des Lettres et des Sciences humaines, n° 4, 1981, p. 1-22
- 1983 : « Le phénomène du rehaussement tonal en Jula », in Mandenkan, n° 6, 1983, p. 9-20
- 1984 : « Proposition pour une nouvelle définition de l'énoncé », in Annales de l'Université de Ouagadougou, série A (Sciences humaines et sociales) vol. III. 1984 Burkina Faso langage situation. Encyclopedia of Language and linguistics), 1993 p. 32-34
- 1984 : Le jula véhiculaire de Haute volta, phonologie, morphologie, syntaxe et règles de transcription orthographique, thèse de Doctorat d'Etat ès Lettres et Sciences Humaines à l'Université René Descartes, Paris V
- 1985 : « Quatre nouvelles définitions pour une approche grammaticale de nos langues africaines », in Actes du colloque de sociolinguistique Ouagadougou, avril 1985
- 1987 : « Nouvelles définitions du verbe, définition de l'énoncif », in Actes de la table ronde des centres, départements et instituts de linguistique d'Afrique noire, Kigali, 14-22 janvier 1987
- 1988 : « Séquences médiates et immédiates dans le syntagme complétif du jula » (Mélanges offerts à Maurice Houis), in Mandenkan nos 14-15, 1988
- 1990 : « L'harmonie syllabique en Jula », in Mandenkan, no 19, 1990
- 1990 : « Littérature orale en Jula », in Notre Librairie, no 101, avril-juin 1990
- 1991 : Langues et crise en Afrique, publié par les soins de l'Académie des professeurs pour la Paix Mondiale, novembre 1991.
- 1994 : « Interférences et français populaire du Burkina Faso », in Langue française, mai 1994, p. 64-70
- date ? : « L'énoncif dans quelques langues du Burkina Faso », in Cahiers du CERLESH